# Den vita fjädern
Den vita fjädern (engelska: White Feather) är en amerikansk westernfilm från 1955 i regi av Robert D. Webb med Robert Wagner, Debra Paget och John Lund i huvudrollerna.

## Medverkande
- Robert Wagner – Josh Tanner
- Debra Paget – Appearing Day
- John Lund – Överste Lindsay
- Jeffrey Hunter – Little Dog
- Eduard Franz – Chief Broken Hand
- Noah Beery Jr. – Löjtnant Ferguson
- Virginia Leith – Ann Magruder
- Emile Meyer – Magruder
- Hugh O'Brian – American Horse
- Milburn Stone – Trenton
- Iron Eyes Cody – Indianhövding